# Withius lawrencei
Withius lawrencei är en spindeldjursart som först beskrevs av Beier 1935.  Withius lawrencei ingår i släktet Withius och familjen Withiidae. Inga underarter finns listade i Catalogue of Life.